# Mixon Rocks
Mixon Rocks är en kulle i Antarktis. Den ligger i Östantarktis. Australien gör anspråk på området. Toppen på Mixon Rocks är 2 004 meter över havet.
Terrängen runt Mixon Rocks är kuperad österut, men västerut är den platt. Trakten är glest befolkad. Närmaste befolkade plats är Odell Glacier Station, 17,5 kilometer nordost om Mixon Rocks. 